# مراقبة درجة حموضة المريء
مراقبة درجة الحموضة في المريء هي المعيار الذهبي المستخدم حالياً لتشخيص الارتداد المِعَدي المريئي (GERD)؛ إذ يوفر قياساً فسيولوجياً مباشراً للحمض في المريء، وهو الطريقة الأكثر إفادة لغرض تشخيص مرض الارتجاع، وتقييم شدة المرض ومراقبة استجابة المرض للعلاج الطبي أو الجراحي. يمكن استخدامه أيضًا في تشخيص الارتداد الحنجري.

## الخلفيّة
أهمية محتويات المعدة المرتجعة في الآلية التي تتسبب في حدوث مرض «داء الارتداد المِعَدي المريئي» GERD أؤكدت بواسطة وينكلشتاين الذي قدم مصطلح «التهاب المريء الهضمي» وأيضاً عن طريق بيرنشتاين وبيكر اللذين ذكرا أعراض حرقة المعدة التالية لتقطير حمض الهيدروكلوريك في أقصى المريء. تم وصف القياس الرسمي للحامض في المريء لأول مرة في عام 1960 بواسطة «تاتل». استخدم تاتل مقياس درجة الحموضة الزجاجي لرسم خريطة التدرج المعدي المريئي لدرجة الحموضة، وأظهر تدرجًا حادًا في العينات العادية وتدرجًا مائلًا تدريجيًا في مرضى التهاب المريء. بعد أربع سنوات، استخدم ميللر إلكترودًا ثابتًا من الأس الهيدروجيني المريئي لقياس درجة حموضة المريئ والمعدة باستمرار لمدة تصل إلى 12 ساعة. تتطلب هذه التقنية أن يحتفظ المريض بأيديه مغمورة في محلول ملحي ليكون بمثابة مرجع. أصبح الرصد المطول ممكناً في عام 1974 عندما طور جونسون وديميستر قطبًا مرجعيًا خارجيًا يمكن الاعتماد عليه. باستخدام هذه التقنية لمراقبة المرضى الذين يتعرضون لحمض المريء لفترات تصل إلى 24 ساعة، تمكن ديميستر وجونسون من تحديد أهم العوامل للتعرض لحمض المريء، وطوروا درجة حموضة مركبة لقياس الارتجاع المعدي المريئي. تطلبت دراسات درجة الحموضة الأولية على مدار 24 ساعة دخول المستشفى حتى تم إدخال الدوائر المصغرة في الثمانينيات التي سمحت برصد درجة حموضة المريء المحمول في العيادات الخارجية.

## التطبيق السريري
داء الارتداد المِعَدي المريئي (GERD) هو مرض شائع في الدول الغربية. في الولايات المتحدة، يعاني 7% من السكان من حرقة المعدة يوميًا و 44% يعانون على الأقل مرة واحدة في الشهر. تحدث الحرقة المعوية عندما يتعرض الغشاء المخاطي للمريء لمحتوى المعدة الحمضية، ولكن شكوى الحموضة المعوية ليست دائمًا دليلًا موثوقًا لوجود ارتجاع الحمض في المريء. علاوة على ذلك، لن يعاني سوى نصف المرضى الذين يعانون من زيادة التعرض لحمض المريء من التهاب المريء. لذلك، فإن تشخيص داء الارتداد المِعَدي المريئي (GERD) على أساس الأعراض أو النتائج بالمنظار أمر صعب.
على الرغم من عدم وجود معيارأساسي لتشخيص الارتداد المِعَدي المريئي، يمكن أن توفر مراقبة درجة الحموضة المريئية المعلومات لتوجيه مزيد من التقييم والعلاج للمرضى الذين يعانون من الأعراض المرتبطة بالارتداد المِعَدي المريئي. في الماضي، كانت القسطرة عن طريق الأنف هي الطريقة الوحيدة لقياس التعرض لحمض المريء. لأن هذه الطريقة مرتبطة بعدم راحة الأنف والبلعوم والنزيف، قد يكون المرضى قد حدوا من نشاطهم وأصبحوا أكثر استقرارًا خلال فترة المراقبة. ربما أدى ذلك إلى تقليل ارتجاع الحمض وتظهر نتيجة اختبار سلبي كاذب. يسمح نظام القياس عن بعد الراديوي الخالي من القسطرة لفترة أطول من المراقبة ويمكن تحمله بشكل أفضل.

## تقنيّات
يتم حاليًا مراقبة درجة حموضة المريء باستخدام إحدى التقنيات الثلاثة التالية:
1. مراقبة درجة الحموضة بمستشعر واحد باستخدام قسطرة درجة الحموضة
2. مراقبة درجة الحموضة بمستشعرين باستخدام قسطرة درجة الحموضة
3. مراقبة درجة الحموضة لاسلكيًا باستخدام كبسولة برافو درجة الحموضة أو كبسولة مراقبة درجة الحموضة أوموم

مدة الاختبار 24 ساعة في التقنيات الأولى والثانية و 48 ساعة لكبسولة برافو أو أكثر (96 ساعة) لكبسولة أوموم.

## موقع جهاز استشعار درجة الحموضة ووضع المجس
لتقييم درجة الحموضة للمريئ البعيد، يتم وضع المستشعر 5 سم فوق الحد العلوي من العضلة العاصرة المريئية السفلية التي تحددها قياس ضغط المريء. لقياس التعرض لحمض المريء الداني ، يتم وضع المستشعر الثاني على بعد 1-5 أسفل الحد السفلي للمصرة المريئية العليا (UES). يتم وضع كبسولة برافو للأس الهيدروجيني إما عبر الأنف بناءً على قياسات قياس الضغط، أو بعد التنظير الداخلي. في الوضع عبر الأنف، يتم وضع الكبسولة 5   سم فوق الحد العلوي من LES، وفي التنظير الداخلي 6   سم فوق تقاطع المعدة والمريء. وينطبق الشيء نفسه على كبسولة مراقبة درجة الحموضة OMOM.

## مكونات مراقبة درجة الحموضة في المريء
تُعرف حلقة الارتداد بأنها انخفاض درجة الحموضة في المريء إلى أقل من أربعة. يتم إجراء مراقبة درجة الحموضة المريئية لمدة 24 أو 48 ساعة وفي نهاية التسجيل، يتم تحليل تتبع المريض ويتم التعبير عن النتائج باستخدام ستة مكونات قياسية. من بين هذه العلامات الستة، تم حساب درجة حموضة تسمى درجة الحموضة المركبة أو درجة DeMeester، وهو مقياس عالمي للتعرض لحمض المريء. تشير درجة Demeester> 14.72 إلى الارتداد.  
| مكونات مراقبة درجة الحموضة المريئية لمدة 24 ساعة |
| ------------------------------------------------ |
| النسبة المئوية لإجمالي درجة الحموضة <4           |
| النسبة المئوية وقت الجلوس عموديا درجة الحموضة <4 |
| النسبة المئوية وقت الاستلقاء لدرجة الحموضة pH <4 |
| عدد حلقات الارتداد                               |
| عدد حلقات الارتداد ≥ 5 دقائق                     |
| أطول حلقة ارتداد (بالدقائق)                      |

## مراقبة درجة الحموضة ممانعة داخل التجويف الأنبوبي متعدد القنوات (MII)
وقد أدى الوصف الواسع الانتشار لمثبطات مضخة البروتون (PPI) من قبل أطباء الرعاية الأولية إلى تغيير في نمط الارتداد المعدي المريئي في المرضى الذين يستخدمون هذه الأدوية. في كثير من الأحيان يتلقى أخصائي وجراحي أمراض الجهاز الهضمي استشارات لتقييم المرضى الذين يعانون من أعراض الارتداد المستمرعلى الرغم من حقيقة أن المرضى يتناولون أدوية تثبيط الأحماض. ويرجع ذلك إلى حقيقة أن أعراض هؤلاء المرضى هي نتائج الارتداد الحمضي الضعيف أو غير الحمضي. في عام 1991، كان سيلني هو الباحث الأول الذي وصف ممانعة التجويف اللُمْعِيّ الداخلي متعددة القنوات (MII)، وهي تقنية تكشف عن انتقال البلعة داخل المريء. تعتمد هذه الطريقة على قياس مقاومة التيار المتناوب (أي الممانعة) لمحتوى تجويف المريء. ثم تم تطوير مراقبة MII - pH من قبل العديد من الباحثين السريريين. التطبيق السريري لهذه التقنية هو بشكل رئيسي في مرضى الارتداد المعدي المريئي الذين يعانون من أعراض مستمرة على الرغم من استخدامهم العلاج الطبي.

## مراقبة درجة الحموضة في الارتداد الحنجري البلعومي
يتسبب التدفق الرجعي لمحتويات المعدة إلى الجهاز الهضمي العلوي في ظهور مجموعة متنوعة من الأعراض مثل السعال والربو وبحة في الصوت. تسمى هذه المظاهر التنفسية لمرض الارتداد، الارتداد الحنجري البلعومي (LPR) أو مرض الارتداد المريئي (EERD). تم استخدام مراقبة درجة الحموضة للمريْ البعيد كاختبار موضوعي لتحديد الارتداد كسبب لأعراض الارتجاع اللانمطي، ولكن دوره في ربط أعراض مرضى الارتداد المعدي المريئي سبباً مثير للجدل. في محاولة لتحسين الدقة التشخيصية للاختبار، تم استخدام قسطرة مع مستشعرين للحموضة لقياس درجة التعرض لحمض المريء في المريء البعيد والقريب. الموقع المثالي لقياس درجة الحموضة لتأكيد تشخيص الارتداد الحنجري البلعومي هو البلعوم وقد ركزت دراسات جديدة على تطوير مستشعر لدرجة الحموضة الجديد الذي يمكن أن يعمل في البيئة الصعبة للبلعوم الفموي.